# Мельштин
Мельштин (пол. Melsztyn) — село в Польщі, у гміні Заклічин Тарновського повіту Малопольського воєводства.
Населення — 202 особи (2011).
За 10 км від села знаходиться Чхувський замок і замок Тропшин.

## Географія
Селом протікає потік Вєлєнь.

## Історія
Назва села походить від німецького Mehlstein, що означає «жорно».
Будівництво замку в Мельштині розпочав ще краківський каштелян Спицімір Лелівіта — дуже впливова людина в Королівстві Польському, деякий час один з вихователів Казимира III. До сьогодні на тому пагорбі залишилися лише руїни замку, розбудованого Спиціміром та його нащадками по Мельштинській лінії впродовж XIV ст. Із замкових мурів відкривається вигляд на річку Дунаєць і місто Заклічин, також на сході видно село Тропє. На південь від замку колись знаходилися виноградники, посаджені Лянцкоронськими.
Село і замок стали родинним гніздом роду Мельштинських. Спитко II з Мельштина у віці 18 років став краківським каштеляном, загинув у битві над Ворсклою. Про нього епізодично згадує Генрик Сенкевич у своему романі «Хрестоносці». Його сини Ян і Спитко III були противниками Збігнєва Олесницького. Спитко III створий гуситську конфедерацію проти Олесницького, проте зазнав поразки під Ґротниками. Як наслідок, сім'я втратила свій вплив у Королівстві Польському. На межі XV i XVI століть наступив занепад роду Мельштинських.
Село розташоване близько від Тарнова — іншого важливого міста для нащадків Спиціміра Лелівіти. Тарнів став центром володінь роду Тарновських гербу Леліва, котрі походять від іншого сина Спиціміра Лелівіти — Рафала з Тарнова.
1511 року родині довелося продати своєї родинне гніздо Мельштин. Останній Мельштинський гербу Леліва — Ян Мельштинський (син Вінцентія), помер у бідності і забутті в монастирі бернардинів у Тарнові, ймовірно 1540 року. Серед наступних власників Мельштина були Йордани, Зборовські, Тарли, Лянцкоронські.
Замок був спалений 1771 року під час битв діячів Барської конфедерації з російськими військами. Конфедерати вирішили оборонятися у старому замку, проте під час бою виникла пожежа.
У XIX ст. Мельштин вже був лише присілком села Хажевіце (пол. Charzewice) і мав усього 196 мешканців.
У 1975—1998 роках село належало до Тарновського воєводства.

## Демографія
Демографічна структура станом на 31 березня 2011 року:
|          | Загалом | Допрацездатний вік | Працездатний вік | Постпрацездатний вік |
| -------- | ------- | ------------------ | ---------------- | -------------------- |
| Чоловіки | 96      | 22                 | 61               | 13                   |
| Жінки    | 106     | 23                 | 59               | 24                   |
| Разом    | 202     | 45                 | 120              | 37                   |